# Richard Levins

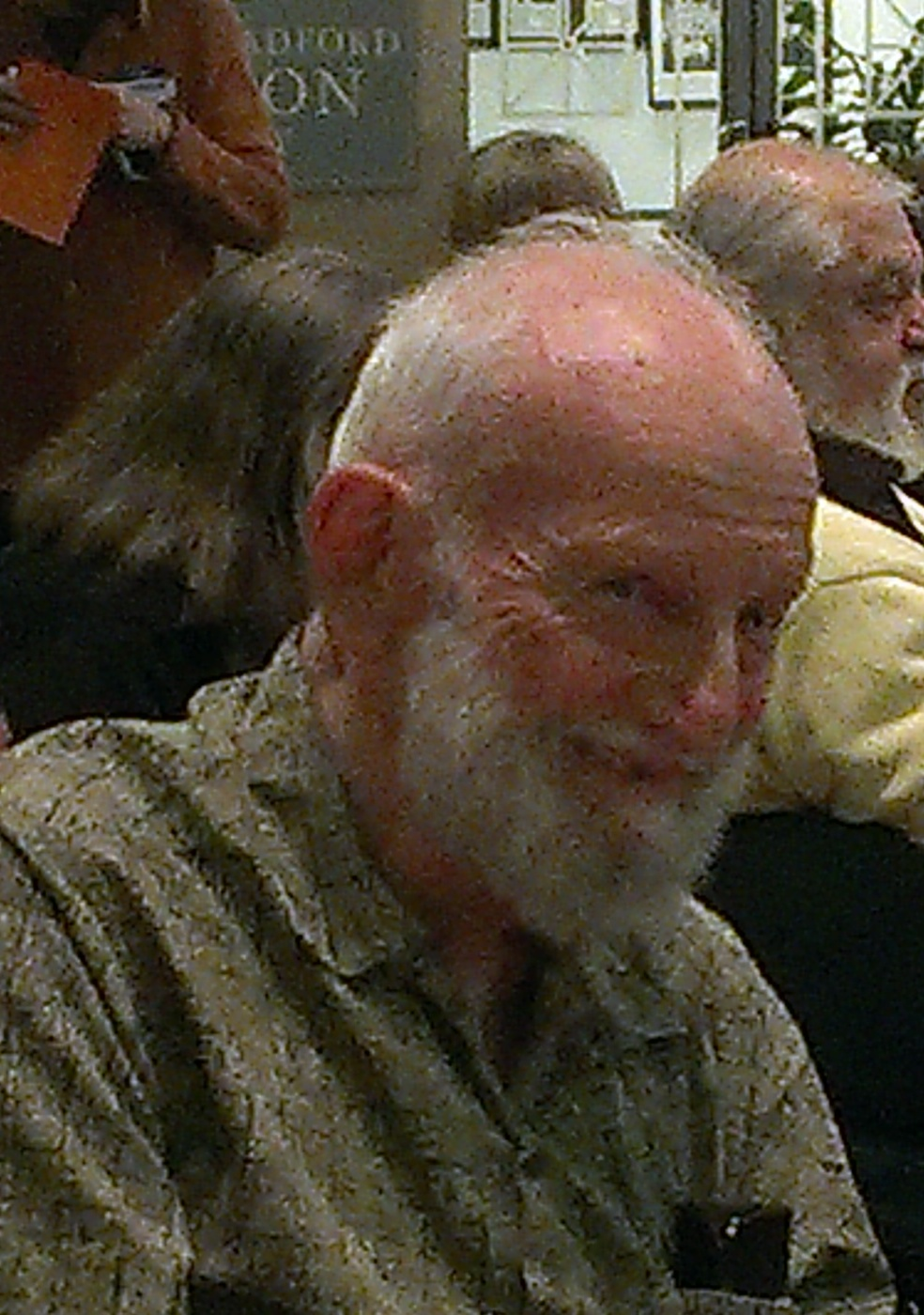
Richard Levins - Richard 'Dick' Levins, PhD, during applause at his 5-23-2015 85th Birthday Symposium Tribute Dinner

Richard Levins (Nueva York, 1 de junio de 1930-19 de enero de 2016) fue un ecólogo matemático, profesor universitario en Harvard School of Public Health (Escuela de Salud Pública de la Universidad de Harvard), filósofo de la biología, y activista político.

## Biografía
Nacido en Nueva York, Levins estudió agricultura y matemáticas en la Universidad de Cornell. Doctorado en la Universidad de Columbia, comenzó a enseñar en la Universidad de Puerto Rico. Más tarde se trasladó a la Universidad de Chicago, donde trabajó estrechamente con Richard Lewontin. Ambos se trasladaron más tarde a la Universidad de Harvard. Levins fue elegido miembro de la Academia Nacional de las Ciencias de Estados Unidos, pero rechazó el nombramiento por el papel de la Academia en la asesoría del ejército estadounidense.
Levins fue catedrático de Biología de la población en la Escuela de Salud Pública de la Universidad de Harvard. Durante las últimas décadas, Levins ha focalizado su actividad académica en la aplicación de la ecología a la agricultura, especialmente en los países en desarrollo.
Parte de su obra la ha publicado bajo el pseudónimo de Isador Nabi. Isadore Nabi (a veces Isidoro Nabi o Isador Nabi) era un seudónimo utilizado por un grupo de científicos como Richard Lewontin, Richard Levins, Robert MacArthur y Leigh Van Valen, en la década de 1960. Inspirado por la obra de Nicolas Bourbaki, que supuestamente esperaban crear un enfoque unificado de la biología evolutiva. Sin embargo, el proyecto fue abortado y el nombre fue reutilizado en la década de 1980 con fines satíricos.

## Evolución y medios cambiantes
Antes del trabajo de Levins, la genética de poblaciones daba por supuesto un medio ecológico constante. Frente a esta concepción estática, Levins modelizó una situación en la que la evolución tiene lugar en un entorno permanentemente cambiante. Una de las consecuencias más sorprendentes del modelo de Levins es que, en él, la selección no necesita maximizar la adaptación.

## Filosofía de la biología
Levins fue un filósofo marxista. Junto con Richard Lewontin, escribió numerosos artículos sobre metodología, filosofía e implicaciones sociales de la biología. Muchos de ellos aparecen compilados en El biólogo dialéctico.
Levins fue también, junto con Lewontin, un gran crítico de la sociobiología.

## Publicaciones
- Levins, R. "Genetic Consequences of Natural Selection," in Talbot Waterman and Harold Morowitz, eds., Theoretical and Mathematical Biology, Yale, 1965, pp. 372-387.
- Levins, R. "The Strategy of Model Building in Population Biology", American Scientist, 54:421-431, 1966
- Levins, R. Evolution in Changing Environments, Princeton University Press, 1968.
- Levins, R. "Evolution in communities near equilibrium", in M. L. Cody and J.M. Diamond (eds) Ecology and Evolution of Communities, Harvard University Press, 1975.
- Nabi, I., (pseud.) "An Evolutionary Interpretation of the English Sonnet: First Annual Piltdown Man Lecture on Man and Society," Science and Nature, no. 3, 1980, 71-73.
- Levins, R. y R.C. Lewontin, The Dialectical Biologist, Harvard University Press, 1985.
- Puccia, C.J. y Levins, R. Qualitative Modeling of Complex Systems: An Introduction to loop Analysis and Time Averaging, Harvard University Press, Cambridge, MA. 1986.
- Levins, R. y Vandermeer, J. "The agroecosystem embedded in a complex ecological community" in: Carroll R.C., Vandermeer J. and Rosset P., eds., Agroecology, New York: Wiley and Sons, 1990.
- Grove E.A., Kocic V.L., Ladas G. and Levins R. "Periodicity in a simple genotype selection model" in Diff Eq and Dynamical Systems 1(1):35-50, 1993.
- Levins, R. "Ten propositions on science and antiscience" in Social Text, 46/47:101–111, 1996.
- Levins, R. "Touch Red," in Judy Kaplan an Linn Shapiro, eds., Red Diapers: Growing up in the Communist Left, U. of Illinois, 1998, pp. 257-266.
- Levins, R. Dialectics and systems theory in Science and Society 62(3):373-399, 1998.
- Levins, R. "The internal and external in explanatory theories", Science as Culture, 7(4):557–582, 1998.
- Levins, R. and Lopez C. "Toward an ecosocial view of health", International Journal of Health Services 29(2):261-293, 1999.
- Levins, R., Una pierna adentro, una pierna afuera. CopIt ArXives & EditoraC3, México. SC0005ES. ISBN 978-1-938128-073, 2015